# Teddy Picker
«Teddy Picker» es una canción de Arctic Monkeys y es el tercer sencillo de su segundo álbum Favourite Worst Nightmare. Fue lanzada el 3 de diciembre de 2007 en Reino Unido. La canción entró a la lista UK Singles y se posicionó en #20. Permaneció durante 7 semanas en el Top 100 Británico.

## Video musical
El video musical es dirigido por Roman Coppola, quien trabajó previamente con The Strokes y Daft Punk. El video completo fue terminado en solamente un día y es sobre la banda tocando la canción en vivo en el estudio y caminando por las banquetas hacia un bar local. El video ganó el premio al Mejor Video de NME Awards de 2008.

## Lista de canciones
- 7" RUG279

1. «Teddy Picker» - 2:43 (Voz por Alex Turner; música por Arctic Monkeys)
2. «Bad Woman» – 2:18 (Patrick Sickafus)
  - Richard Hawley canta los coros; originalmente lanzada por Pat Farrell y The Believers;

- CD RUG279CD, 10" RUG279T

1. «Teddy Picker» - 2:43 (Voz by Alex Turner; música por Arctic Monkeys)
2. «Bad Woman» – 2:18 (Patrick Sickafus)
3. «The Death Ramps» – 3:19 (Death Ramps)
4. «Nettles» – 1:45 (Voz by Alex Turner; música por Death Ramps)